# Mohammed Mamle
Mohammed Mamle, född 1 juni 1925 i Mahabad i Iran, död 23 januari 1999 i Mahabad, var en kurdisk musiker. Han var även kurdisk politisk aktivist som gång på gång blev gripen av den iranska regeringen.
Mohammed Mamles låtar är oftast lugna och många av hans låtar är nya versioner av äldre låtar som funnits länge. Mohammed Mamle ligger begravd i sin hemstad Mahabad.